# Hanne ville bare hjælpe
Hanne ville bare hjælpe er en dansk dokumentarfilm fra 1948 instrueret af Gerhard Rasmussen og efter manuskript af Lis Fordsmann.

## Handling
Denne artikel mangler et handlingsreferat. Hjælp os med at skrive det.